# Gerard Sagredo
|  | Per a altres significats, vegeu «Gerard». |

Gerard Sagredo (Venècia, 23 d'abril de 980 - Buda, 24 de setembre de 1046) fou bisbe venecià, evangelitzador a Hongria. És venerat com a sant per l'Església catòlica.

## Biografia
Giorgio Sagredo va néixer cap al 980 en una família noble de Venècia, els Sagredo, el dia de Sant Jordi, el nom del qual li fou imposat al bateig. Durant una greu malaltia, els seus pares l'encomanaren al seu sant patró i va guarir; quan va créixer, va ingressar al monestir benedictí de San Giorgio Maggiore de Venècia, prenent llavors el nom de Gerard, monjo que hi havia mort feia poc.
Fou l'abat del monestir. Durant un pelegrinatge a Terra Santa fou cridat a predicar a Hongria, on el rei Esteve I d'Hongria va confiar-li l'educació del seu fill, Emeric d'Hongria, que va morir molt jove. Passà llavors alguns anys fent vida eremítica i escrivint un text exegètic: Deliberatio Gerardi Morosanae Ecclesiae episcopi supra hymnum trium puerorum ad Isingrimum liberalem, primera obra científica escrita a Hongria.
Nomenat pel rei Esteve bisbe de Csanád, es dedicà a l'evangelització dels magiars, guanyant-se la denominació d'Apòstol d'Hongria. Quan el rei va morir, el van seguir anys de lluita pel poder; el 1046 una revolta conduí a la mort de molta gent, tant cristians com pagans. Entre ells, Gerard Sagredo, que el 24 de setembre fou llençat des de dalt d'un turó de Buda, avui anomenat Gellért (de Gerard) al Danubi: fou posat en un carro de dues rodes amb Brystik i Buldus, companys seus, i fou tirat; en arribar al peu del turó els remataren a cops.

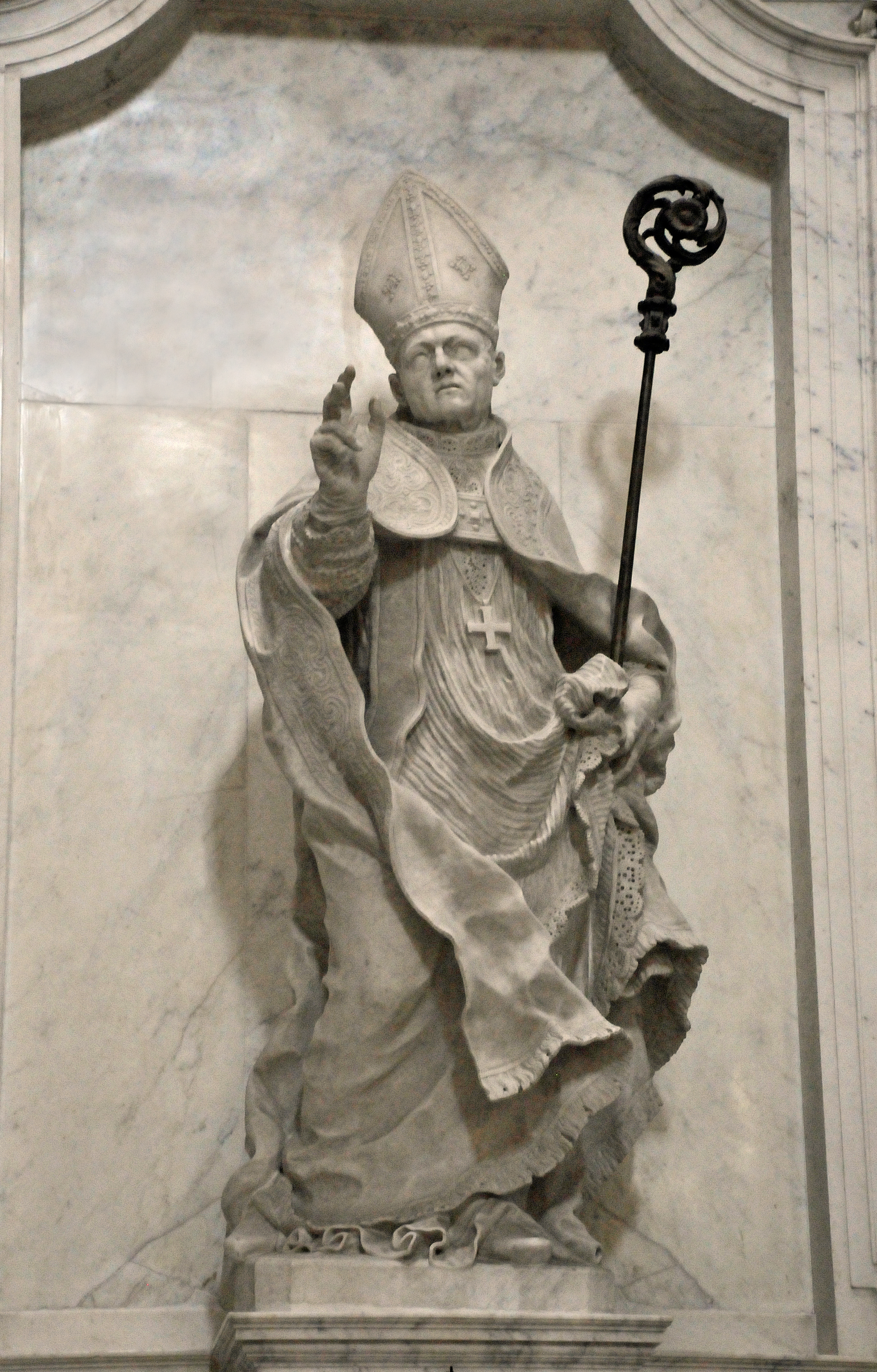
Escultura a S. Francesco della Vigna (Venècia), s. XVIII
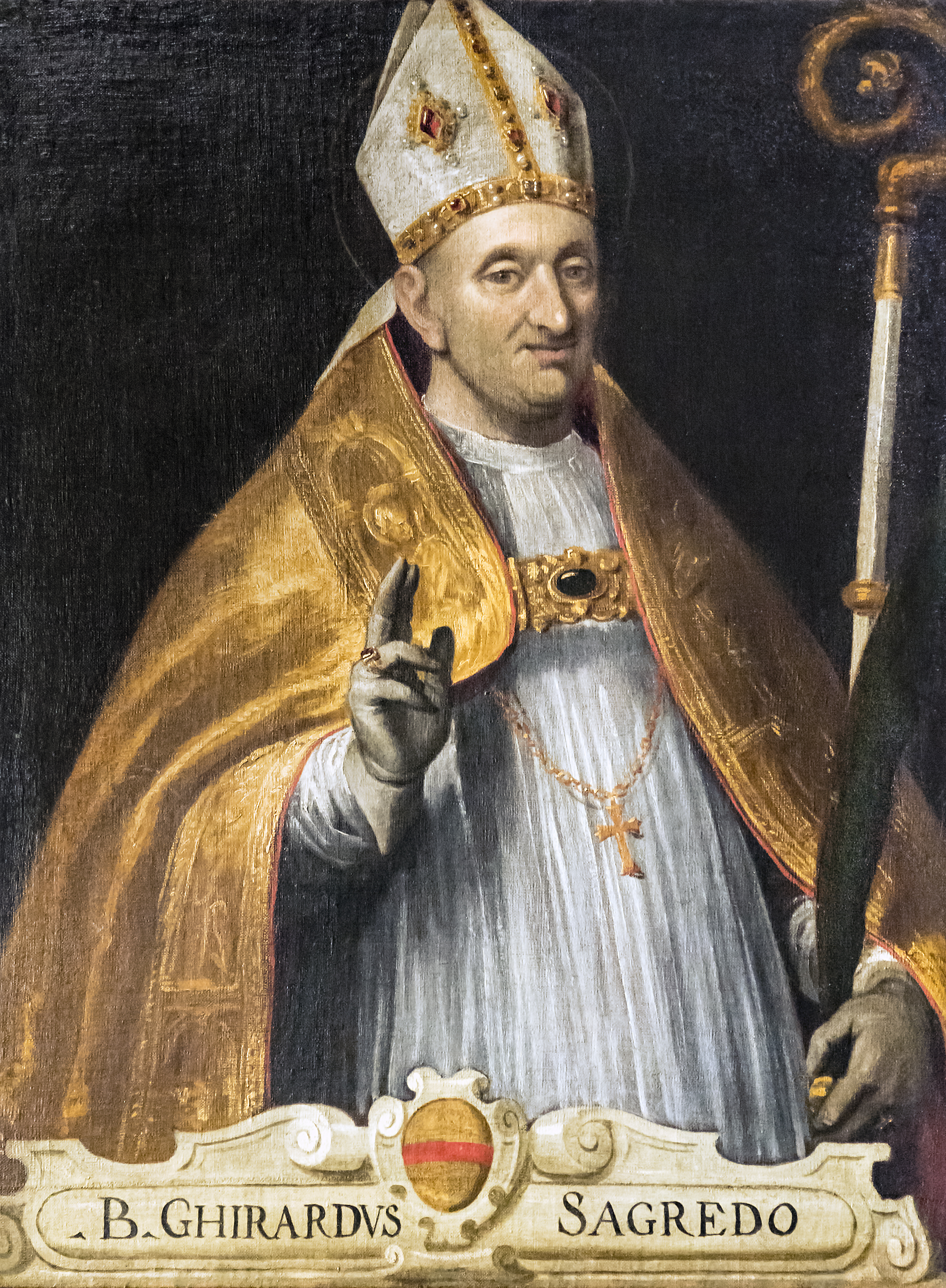
El seu retrat a Venècia.
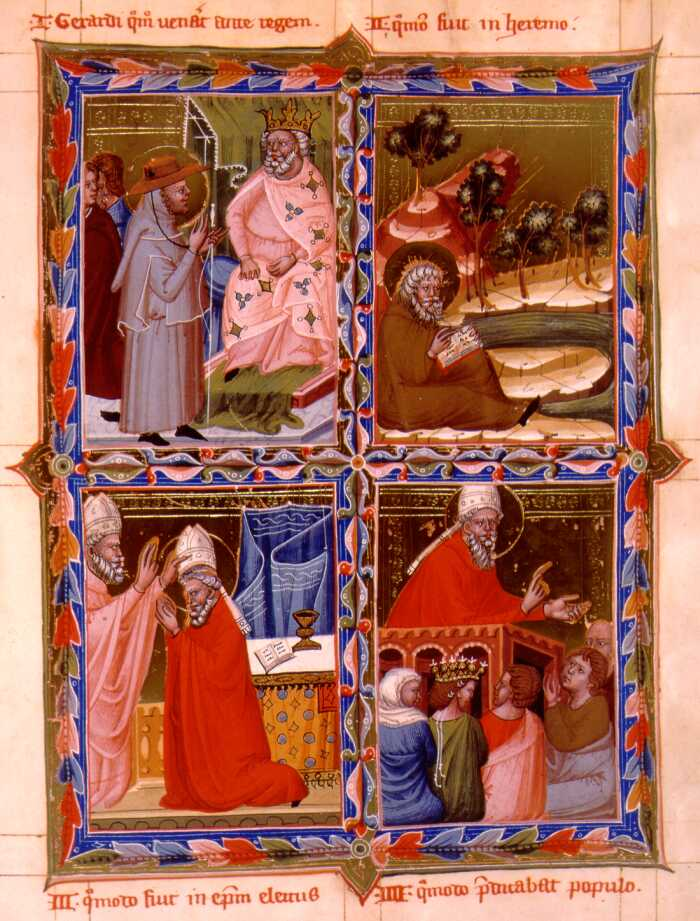
Miniatures amb la vida de Gerard, s. XIV
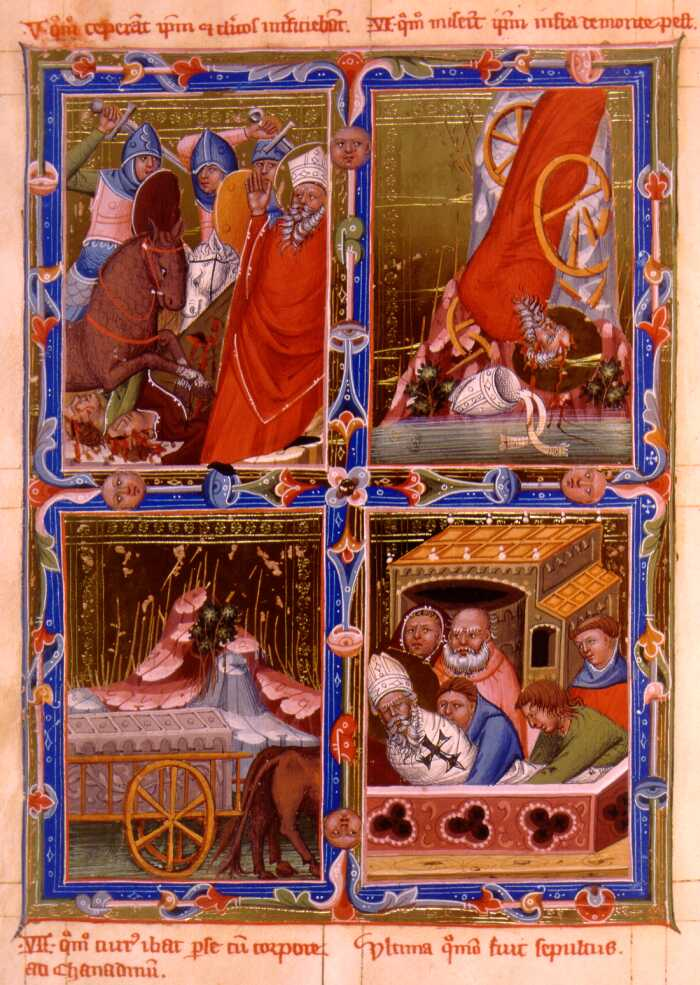
Miniatures de la vida de Gerard
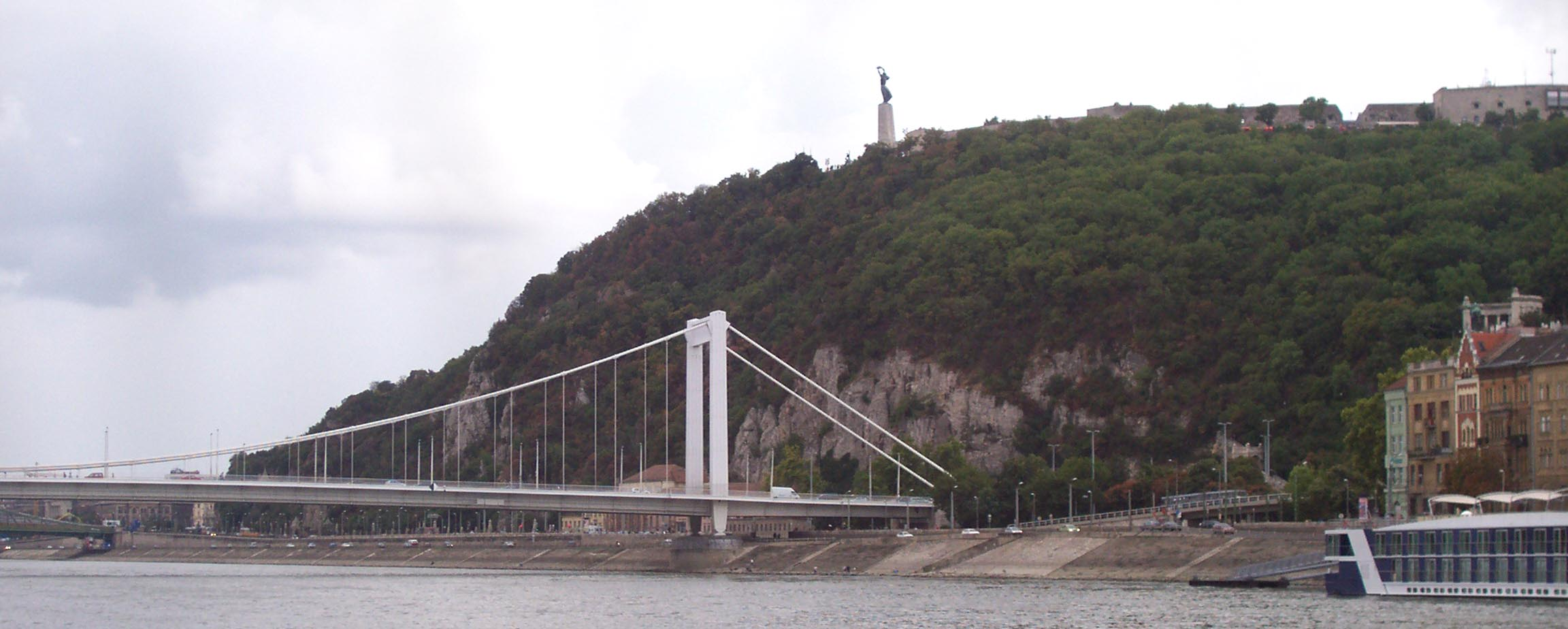
El turó de Gellért a Budapest

## Obres
- Deliberatio Gerardi Morosanae Ecclesiae Episcopi supra hymnum trium puerorum ad Isingrimum liberalem
- Sancti Stephani primi regis Hungariae de regum praeceptis decem ad Sanctum Emericum ducem: de vegades s'ha atribuït a Esteve I, però sembla obra del bisbe venecià.

## Veneració
El cos de Gerard, considerat com a màrtir, fou portat a la catedral de Csanád; el sarcòfag és avui l'altar de l'església.
Fou canonitzat en 1083, amb els sants Esteve I d'Hongria i Emeric d'Hongria. El 1986 fou declarat patró de la diòcesi de Zrenjanin. Amb Esteve i Emeric és un dels sants patrons tradicionals d'Hongria.